# 24890 Amaliafinzi
24890 Amaliafinzi este o planetă minoră (asteroid) din centura de asteroizi. A fost descoperită pe 4 decembrie 1996 la stazione osservativa di Asiago Cima Ekar⁠(d) de Ulisse Munari⁠(d). 
Obiectul prezintă o orbită caracterizată de o semiaxă mare de 2,9797874 UAi, o excentricitate de 0,1, o înclinație de 7,6898 ° în raport cu ecliptica.